# Opogona xanthocrita
Opogona xanthocrita är en fjärilsart som beskrevs av Edward Meyrick 1911. Opogona xanthocrita ingår i släktet Opogona och familjen äkta malar. Inga underarter finns listade i Catalogue of Life.